# Gewittertag
Ein Gewittertag ist ein Tag, an dem mindestens ein Gewitter beobachtet wurde. Beginn der Beobachtung ist der erste vernehmbare Donner. Wenn ein Gewitter über den Tageswechsel hinaus bis in den nächsten Tag andauert, zählen beide Tage als Gewittertage. Die mittlere Zahl der Gewittertage pro Jahr über einem definierten Gebiet heißt Keraunischer Pegel.
Die Beobachtung des Gewitterbeginns durch das Donnergeräusch weist Ungenauigkeiten auf, weil durch Windverhältnisse und Temperaturschichtung dessen Hörbarkeit beeinflusst wird (→ Schallausbreitung). Diese akustische Gewitterbeobachtung wird im Zug der Automatisierung der Wetterbeobachtung allmählich durch Blitzortungssysteme abgelöst.
In Deutschland gibt es, je nach Region, im Mittel zwischen 20 und 35 Gewittertage jährlich. Im Süden kommt es häufiger zu Gewittern als im Norden. Exponierte Bergkuppen weisen überdurchschnittlich viele Gewittertage auf: der Brocken im Harz im Mittel 36, der Feldberg im Schwarzwald 34. Besonders wenig Gewitter gibt es auf den Nord- und Ostseeinseln, auf Helgoland und am Kap Arkona auf Rügen jeweils durchschnittlich 21 pro Jahr. Die Herbst- und Wintermonate gelten als arm an Gewittern. Von Mai bis August gibt es 3–7 Gewittertage, am häufigsten im Juni und Juli, wenn die Sonnenscheindauer am längsten und Sonneneinstrahlung am stärksten ist. Die Häufigkeit der Gewittertage schwankt von Jahr zu Jahr stark. In Frankfurt am Main gab es zum Beispiel im Jahr 1974 insgesamt 54 Gewittertage, in den Jahren 1962 und 1998 nur 15.
Es gibt weltweit täglich etwa 44.000 Gewitter. Gewitter sind über Land in den inneren Tropen am häufigsten. Während es in Europa in etwa 30 Gewittertage im Jahr sind, kommen Zentren der Gewitteraktivität in Afrika und Südamerika auf 180–200 (siehe z. B. Catatumbo-Gewitter). Bei Bogor auf der indonesischen Insel Java wurde ein Maximum von 322 Gewittertagen verzeichnet. In den Polargebieten wird so gut wie nie ein Gewitter beobachtet (an jährlich 0–1 Tagen). Der Klimawandel sorgt für eine Zunahme von Gewittertagen auch in gemäßigten Breiten, insbesondere in Bergregionen wie den Alpen, wo die jährliche Gewittersaison in den 2010er-Jahren im Schnitt einen Monat früher begann als in den 1980ern.